# Артюшкино (Самарская область)
Артюшкино (чув. Уртъкьел)  — село в Шенталинском районе Самарской области, административный центр сельского поселения Артюшкино.

## География
Находится у реки Большая Тарханка на расстоянии примерно 5 километров по прямой на западо-юго-запад от районного центра станции Шентала.

## История
Основано в 1730-х —1740-х годах служилыми чувашами из Казанского и Симбирского уездов. Упоминается с 1747 года..

## Население
Постоянное население составляло 221 человек (чуваши 86 %) в 2002 году, 223 человек в 2010 году.